# Sif Mons (quadrangle)

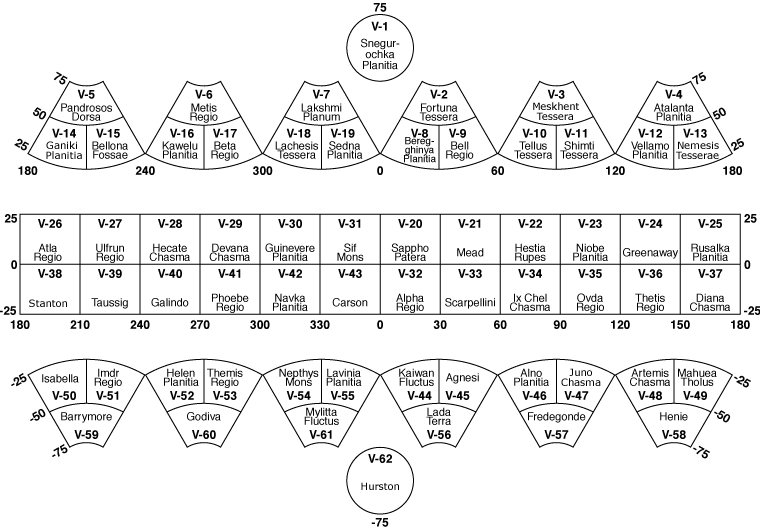
Quadrangles op Venus op schaal 1 : 5.000.000

Sif Mons (V–31; breedtegraad 0°–25° N, lengtegraad 330°–360° E) is een quadrangle op de planeet Venus. Het is een van de 62 quadrangles op schaal 1 : 5.000.000. Het quadrangle werd genoemd naar de gelijknamige vulkaan die op zijn beurt is genoemd naar Sif, de Asin van de landbouw en vruchtbaarheid in de Noordse mythologie.

## Geologische structuren in Sif Mons
Chasmata
- Heng-o Chasma

Colles
- Olosa Colles

Coronae
- Benten Corona
- Chiun Corona
- Eingana Corona
- Heng-o Corona
- Idem-Kuva Corona
- Silvia Corona

Fluctus
- Mortim-Ekva Fluctus

Inslagkraters
- Audrey
- Aurelia
- Barauka
- Clio
- Comnena
- Cunitz
- de Lalande
- Enid
- Heidi
- Hellman
- Kodu
- Lydia
- Marianne
- Nadine
- Ngone
- Ninzi
- Oksana
- Rhoda
- Vasilutsa
- Veriko

Linea
- Guor Linea

Montes
- Gula Mons
- Sif Mons
- Somagalags Montes

Planitiae
- Guinevere Planitia

Regiones
- Eistla Regio

Valles
- Bennu Vallis
- Sati Vallis
- Vakarine Vallis